# Paul Schenk (Musiktheoretiker)
Paul (Edmund) Schenk (* 11. Februar 1899 in Leipzig; † 30. August 1977 ebenda) war ein deutscher Musiktheoretiker.
Schenk studierte Theorie, Komposition und Dirigieren am Leipziger Konservatorium, wo er ab 1925 auch einen Lehrauftrag für Musiktheorie erhielt. Prägend war sein Studium bei Sigfrid Karg-Elert, dessen Musiktheorie Schenk annahm und propagierte. 
Unmittelbar nach ihren ersten Wahlerfolgen trat Schenk der NSDAP bei und bediente in seinen Lehrwerken alle wesentlichen Aspekte einer „völkischen“ Musikpädagogik. 
1949 wurde er zum Professor für Tonsatz und Gehörbildung ernannt und leitete bis zu seiner Emeritierung 1964 die Abteilung Tonsatz (Musiktheorie) an der Leipziger Musikhochschule. Schenk hat eine ganze Generation von Musiktheoretikern der DDR entscheidend geprägt.

## Schriften
- Sigfrid Karg-Elert: eine monographische Skizze mit vollständigem Werkverzeichnis, Leipzig 1927
- Lehrbuch der polaren Harmonik, Leipzig 1927
- Gehörbildungslehre, 8 Hefte, Trossingen 1951
- Schule des Blattsingens, Leipzig 1953
- Funktioneller Tonsatz. Arbeiten am Klavier, 2 Bände, Leipzig 1953
- Allgemeine Musiklehre. Ergänzungs- und Fortbildungsband zu Hofmeisters Schulwerken für Musikinstrumente. Leipzig 1956
- Kleine praktische Harmonielehre, Leipzig 1976